# Bert Hubert
Bert Hubert is een Nederlandse softwareontwikkelaar, entrepreneur en technologiecommentator, vooral bekend als oprichter van PowerDNS en voor zijn bijdragen aan digitale burgerrechten en technologiebeleid in Nederland. Hubert werkte bij de Algemene Inlichtingen- en Veiligheidsdienst, en speelt regelmatig een rol in de publieke discussie over privacy, internetinfrastructuur en surveillance en was betrokken bij adviezen aan de Nederlandse overheid waaronder een nota over cloudgebruik door de Nederlandse overheid.
Recentelijk houdt Hubert zich bezig met soevereiniteit van IT-infrastructuur en is lid van de Autoriteit Online Terroristisch en Kinderpornografisch Materiaal.

## Biografie
Bert Hubert werd geboren in 1972 in Nederland. Na een studie elektrotechniek en natuurkunde (o.a. aan de Universiteit Utrecht) ontwikkelde hij zich tot expert in netwerk- en internetprotocollen.
In 1999 richtte Hubert het bedrijf PowerDNS op, dat DNS-serversoftware ontwikkelt voor internetproviders en bedrijven. PowerDNS groeide uit tot een wereldwijd gebruikte open-source en commerciële DNS-oplossing.
Hubert verkocht zijn aandeel in PowerDNS later, maar bleef actief in de technische gemeenschap, onder andere als schrijver, spreker en blogger over internetinfrastructuur, cryptografie en netwerkbeveiliging.

## Overheidsadvies en CTIVD
In 2021 werd Bert Hubert benoemd tot lid van de Toetsingscommissie Inzet Bevoegdheden (TIB), die toezicht houdt op het gebruik van bijzondere inlichtingenbevoegdheden door de Nederlandse geheime diensten op basis van de Wet op de inlichtingen- en veiligheidsdiensten 2017. Hij legde deze functie in 2022 neer vanwege een wens om zich weer op techniek en maatschappelijke discussie te richten.

## OpenTK en technische analyses
Via het OpenTK-systeem houdt Hubert kamervragen en -stukken bij van de Tweede Kamer. Het geeft bezoekers de mogelijkheid om onderwerpen te volgen.
Daarnaast schreef Hubert regelmatig analyses waarin hij complexe technologische onderwerpen voor een breder publiek toegankelijk maakt, bijvoorbeeld over 5G, quantum computing, encryptie en surveillance.

## Publieke optredens en meningen
Bert Hubert is actief op sociale media en publiceert op zijn blog berthub.eu, waar hij onderwerpen bespreekt als privacy, cyberveiligheid, Europese wetgeving en technologiebeleid.
Ook spreekt Hubert regelmatig in podcasts, onder andere bij BNR, Angry Nerds en Met Nerds om Tafel.